# Kevin Lewis (calciatore 1952)
Kevin Lewis (Kingston upon Hull, 25 settembre 1952) è un ex calciatore inglese, di ruolo difensore.

## Carriera
Formatosi calcisticamente nel Manchester Utd, non riuscì mai ad esordire con i Red Devils e nel 1972 fu ingaggiato dallo Stoke City. Con i Potters giocò sino al 1976 nella massima divisione inglese, ottenendo due quinti posti nelle stagioni 1973-1974 e 1974-1975. Il quinto posto ottenuto nel 1974 fruttò al suo club tra l'altro l'accesso alla Coppa UEFA 1974-1975, competizione nella quale però non esordì.
Interruppe la carriera nel 1976 per riprenderla nel 1979, ingaggiato dal Crewe Alexandra, squadra di Fourth Division, ed in cui militò per tre stagioni, senza ottenere risultati di rilievo. Lasciato il club di Crewe passa ai dilettanti del Telford Utd.